# Schloss Kreuth

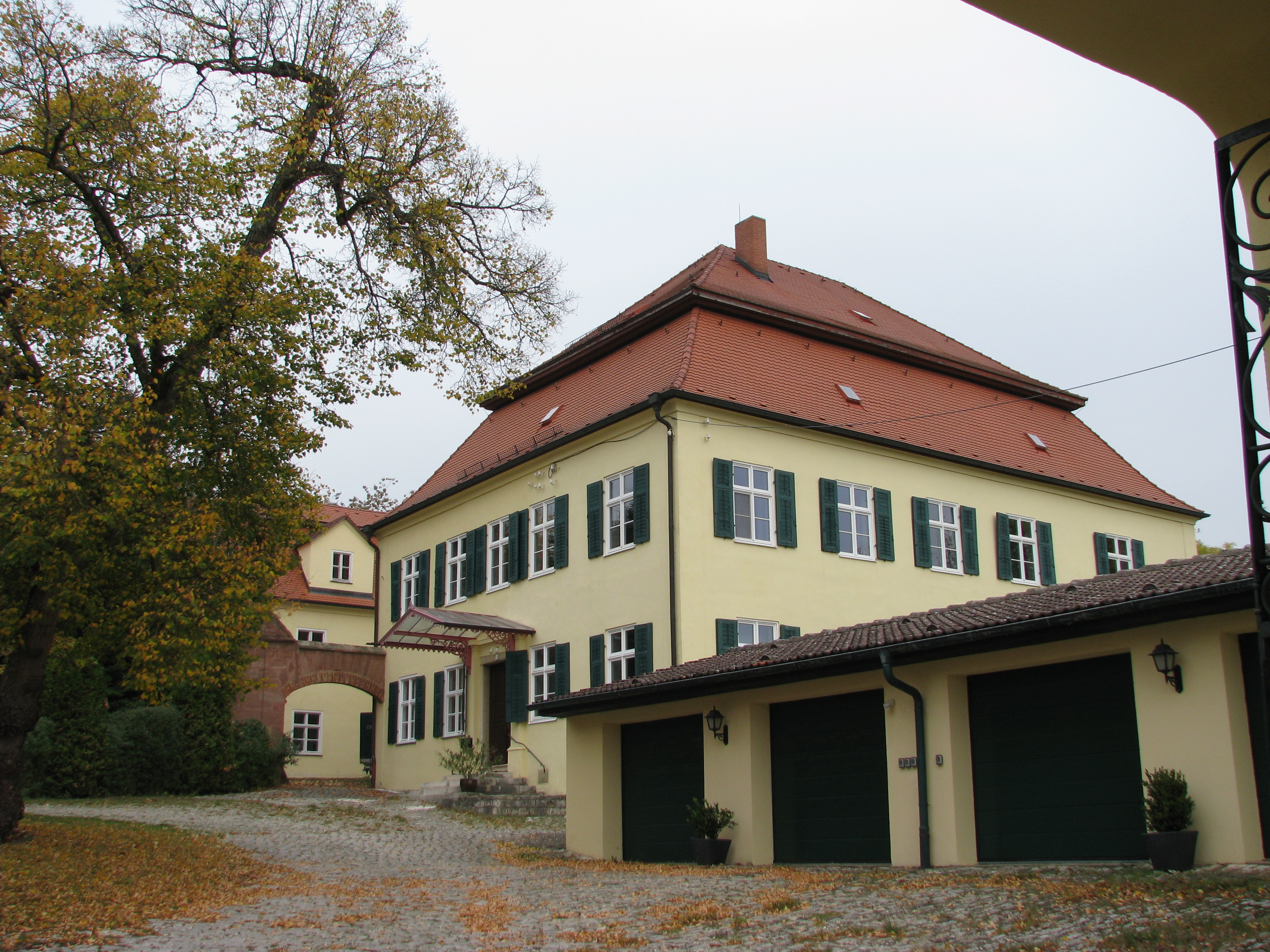
Schloss-Gebäude (18. Jahrhundert) mit Mansarddach

Das Schloss Kreuth liegt auf einer rund 455 m ü. NHN liegenden Anhöhe nordwestlich der mittelfränkischen Stadt Heideck in Bayern.

## Geschichte
Das Schloss geht auf den Nürnberger Patrizier Bernhard Nützel von Sündersbühl und dessen Gattin Edeltraut Harsdörfer zurück. Heideck gehörte zum Herzogtum Pfalz-Neuburg und war über mehrere Jahrzehnte von dem Landesherren Ottheinrich, dem späteren Kurfürsten der Pfalz, an die Freie Reichsstadt Nürnberg verpfändet. Nützel war der Pfleger der Reichsstadt und stellte am 6. Dezember 1570 beim Magistrat in Heideck den Antrag, auf den Grundstücken des Oberen und Unteren Kreuth ein Gut errichten zu dürfen (Stadtchronik des Sebastian Oefelin). Beide Gründer sind in Kreuth verstorben und in der Pfarrkirche St. Johannes der Täufer in Heideck beigesetzt (Grabplatten, stark abgetreten, erhalten).
Der Schwiegersohn Julius Grätz (Gretz) von Wapge erhielt für das Gut die Edelmannsfreiheit und das Landsassenrecht. Fortan unterstand die Hofmark nicht mehr der Gemeinde Heideck, sondern direkt dem Landschaftskommissariat in der Residenzstadt Neuburg an der Donau.
1878 erwarb das Haus Oettingen-Oettingen und Oettingen-Spielberg das Schloss und erweiterte den barocken Baubestand (Wappen mit Fürstenhut am Schlosstor). Sechs Prinzen bzw. Prinzessinnen der fürstlichen Familie sind hier geboren.
In Folge des Lastenausgleichsgesetzes verkaufte das Haus 1952 das Schloss an Elisabeth Wagenführ aus Thüringen und deren Gatten August Hetzel, Honorarkonsul von Panama. Das Herrenhaus verblieb bei der Familie Hetzel, deren Nachkommen es Ende des 20. Jahrhunderts weiterverkauften; 1979 vernichtete ein Brand den West- und Nordflügel. Elisabeth und Werner Hohmann erwarben 1968 den Gutsbetrieb des Schlosses. Durch das Ehepaar Hohmann und deren Kinder Günther Hohmann und Inge, verheiratete Schaal, wurden in der Anlage eine Reitanlage und ein Hotel errichtet.

## Baubeschreibung
Das Schloss besteht aus einem zweigeschossigen Gebäude mit Mansarddach aus der zweiten Hälfte des 18. Jahrhunderts, und einem im Norden daran anschließenden zweiseitigen Flügelbau. Auch dieser aus dem Jahr 1881 stammende Bau ist zweigeschossig und mit einem Mansarddach gedeckt, an seiner Westseite ist ein Rundturm angefügt. Diese beiden Gebäude gruppieren sich mit mehreren Nebengebäuden um einen Hof. Im Süden der Anlage lag der Torturm innerhalb der Hofmauer, dieser ist ein Putzbau mit Walmdach, einem kleinen Zwerchgiebel und einem Dachreiter. Verschließbar ist der Durchgang durch ein schmiedeeisernes Tor. Der Torturm stammt aus der zweiten Hälfte des 18. Jahrhunderts, bezeichnet ist er mit der Jahreszahl 1878. Zur Schlossanlage führt eine einreihige Allee, die aus der Zeit um 1800 stammt.